# Top TV
Top TV byla česká teleshoppingová televizní stanice vysílající mezi lety 2005 a 2007. Hlavní náplní vysílacího schématu stanice byly různě zaměřené magazíny obsahující množství komerčních prezentací.

## Historie

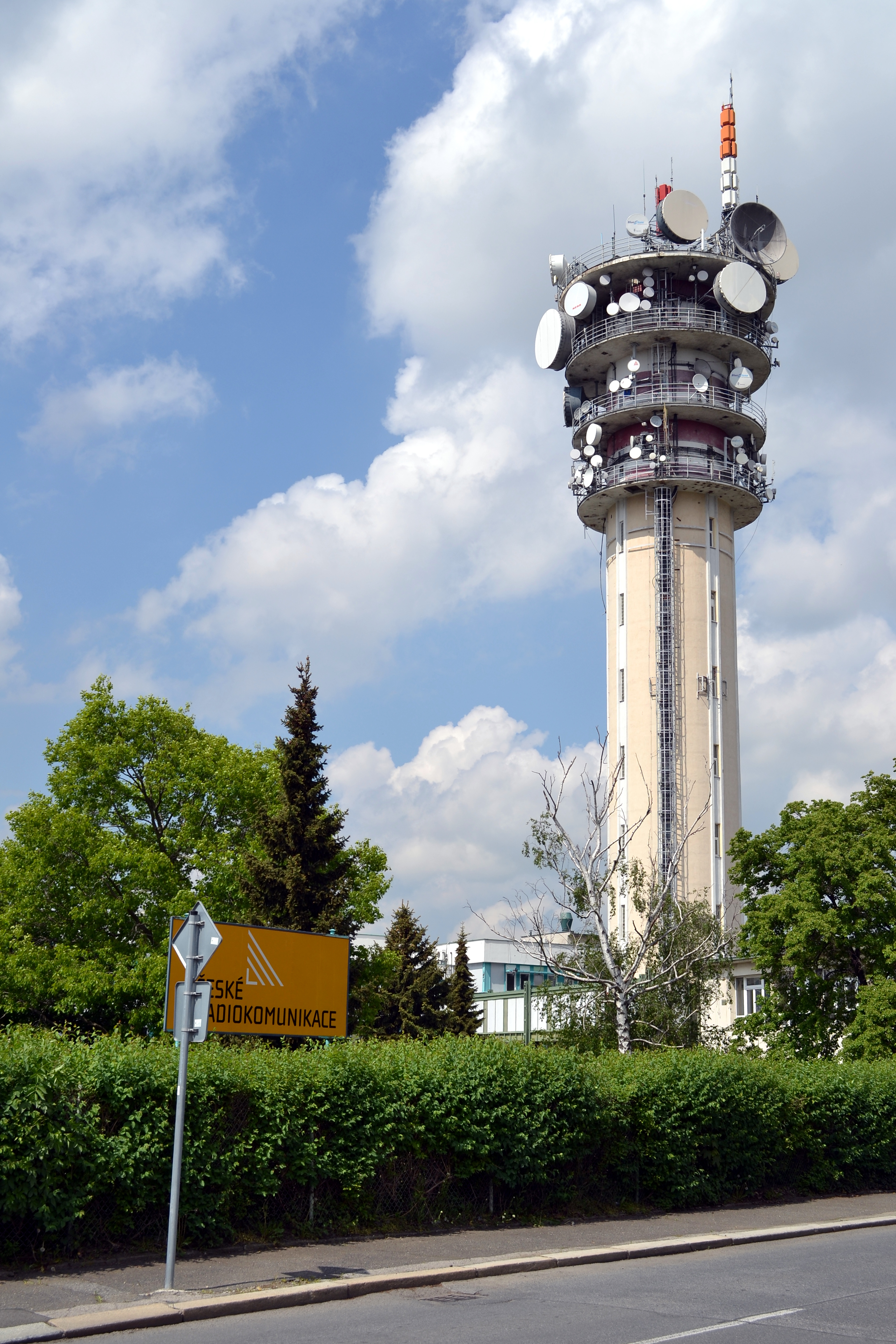
Vysílač Strahov, který od listopadu 2005 využívala Top TV pro své pozemní analogové vysílání

Již před vznikem Top TV existoval v České republice projekt teleshoppingového kanálu: v roce 2003 vysílal v rozvodech kabelové televize v Semilech program NAT1 (název je zkrácením slov NAbídková Televize). Za projektem Top TV stála Kateřina Fričová, která předtím prošla vedením TV Prima a rádií Frekvence 1 a Evropa 2, a která v Top TV působila jako generální ředitelka. Investorem televize byl podnikatel Karel Komárek, provozovatelem společnost United Teleshop.
Top TV začala vysílat 5. září 2005 v kabelové síti Karneval Media a jako nekódovaný program na satelitu Eurobird1, na konci září již byla v Praze šířena i v rámci digitálního pozemního vysílání na 46. kanále (ve stejném multiplexu jako programy ČT1, ČT2, ČT24, Nova a Prima). V listopadu 2005 získala Top TV právo užívat do 31. prosince téhož roku dva pražské analogové vysílače, ze kterých původně vysílala v červenci 2005 zaniklá TV Praha: v Malešicích (vysílající na 58. kanále) a na Strahově (28. kanál, signál byl šířen z místního vysílače Českých radiokomunikací), vysílání bylo spuštěno ze Strahova 15. listopadu. Stanice následně opakovaně získala další povolení k využívání tohoto vysílače, poslední mělo platnost až do 31.  prosince 2008. V době ukončení vysílání byla Top TV šířena kromě analogového strahovského vysílače také v Praze v pozemním digitálním multiplexu B, v rámci IPTV operátora Telefónica O2 a kabelové televize a na satelitech Astra 1KR a Astra 3A.
Vysílání Top TV bylo opakovaně přerušeno. V červnu 2007 Top TV v podstatě zcela zastavila výrobu pořadů a (podobně jako jiné televize v letním období) přešla na vysílací schéma postavené na reprízách starších pořadů. Většinový akcionář televize, skupina KKCG Investments Karla Komárka, v té době hledal možného zájemce o koupi Top TV, zájem potvrdil i vlastník TV Nova, společnost CME, kterému se ale nepovedlo dohodnout na podmínkách. Od 1. srpna 2007 Top TV přerušila své vysílání, které mělo být s novým programovým schématem obnoveno díky novému investorovi 1. září, nakonec ale v srpnu dosavadní majitel stanice vrátil vysílací licenci. Podle informací z roku 2007 měla Top TV v té době dluhy ve výši 70 až 80 milionů Kč.
Posledním odvysílaným pořadem na Top TV byl 31. července 2007 před půlnocí hudební pořad TOP song následovaný reklamou na erotické pomůcky a monoskopem.
Před ukončením vysílání Top TV vyhrála Kateřina Fričová konkurz na místo programové ředitelky České televize. V dalších letech působily na českém televizním trhu podobně zaměřené stanice Active TV, Inzert TV, Public TV, STil a TiP TV s obdobnou úspěšností, naopak rovněž na teleshoppingu postavená Šlágr TV byla výrazně úspěšnější.

## Program
Základním prvkem programu Top TV byly tematické pořady, jejichž zaměření byla vybrána tak, aby do těchto pořadů bylo možné umístit nabídky zboží a služeb; celá existence stanice byla tedy postavena na přiznaně intenzivním vysílání teleshoppingu, product placementu a přímých reklamních nabídek. Přímo ve vysílaných magazínech byly uváděny informace o cenách a možnostech nákupu.
Již v prvním roce existence Top TV vysílala pořady Bydlení, Mazlíčci a Rady do zahrady, motoristický magazín Auto s TOP, gastronomický pořad Tip top, na zdravou výživu a medicínu zaměřený Zdravodej, módní magazín Top styl, Všude dobře o cestování nebo videoherní pořad TOP Games. V programu se rovněž objevovala soutěž Postřeh, moderované tříhodinové dopolední pásmo Pelmel, hudební pořady TOPinka a TOP song nebo Filmpáráda. V dalších letech existence televize byl do vysílání zařazen hobby magazín Recepty Přemka Podlahy nebo bulvární pořad Top Show, ve vysílacím schématu nabídkové televize se objevil například také záznam koncertu dechové hudby, dokument UNICEF o mladých matkách z Ugandy, Brazílie a Nepálu, erotické seriály (prokládané reklamou na erotické telefonní služby) nebo i  středočeský informační týdeník U nás.
Dodavatelem pořadů pro Top TV byla servisní organizace TV Service & Production.
Využitím tematických magazínů k propagaci zboží a angažováním osobností známých z dřívějšího působení na větších televizních stanicích se Top TV podobala Public TV v pozdější fázi své existence.   V roce 2012 zařadila pořady z Top TV do svého vysílání Východočeská televize V1, která získala kompletní archiv původních magazínů zaniklé teleshoppingové televize.

## Vybrané osobnosti stanice

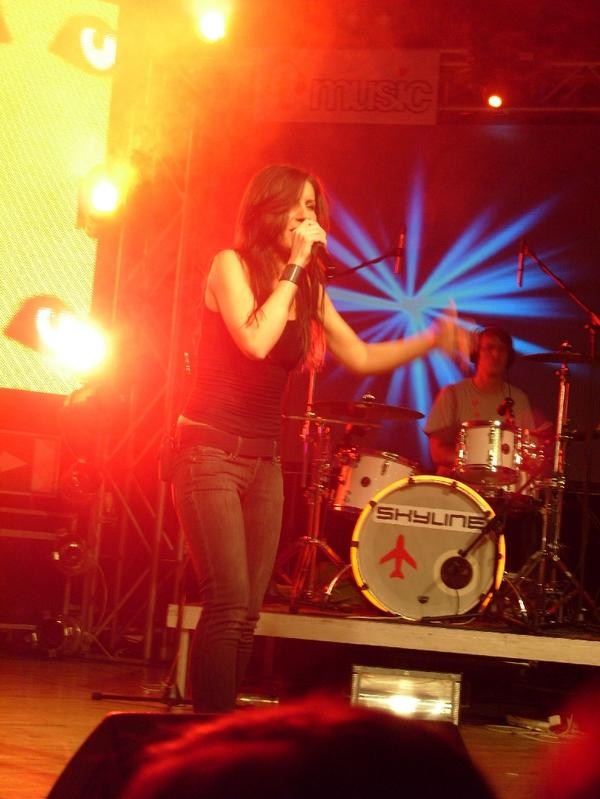
Zpěvačka skupin Fiction a Skyline Jitka Charvátová moderovala hudební pořad TOP song.

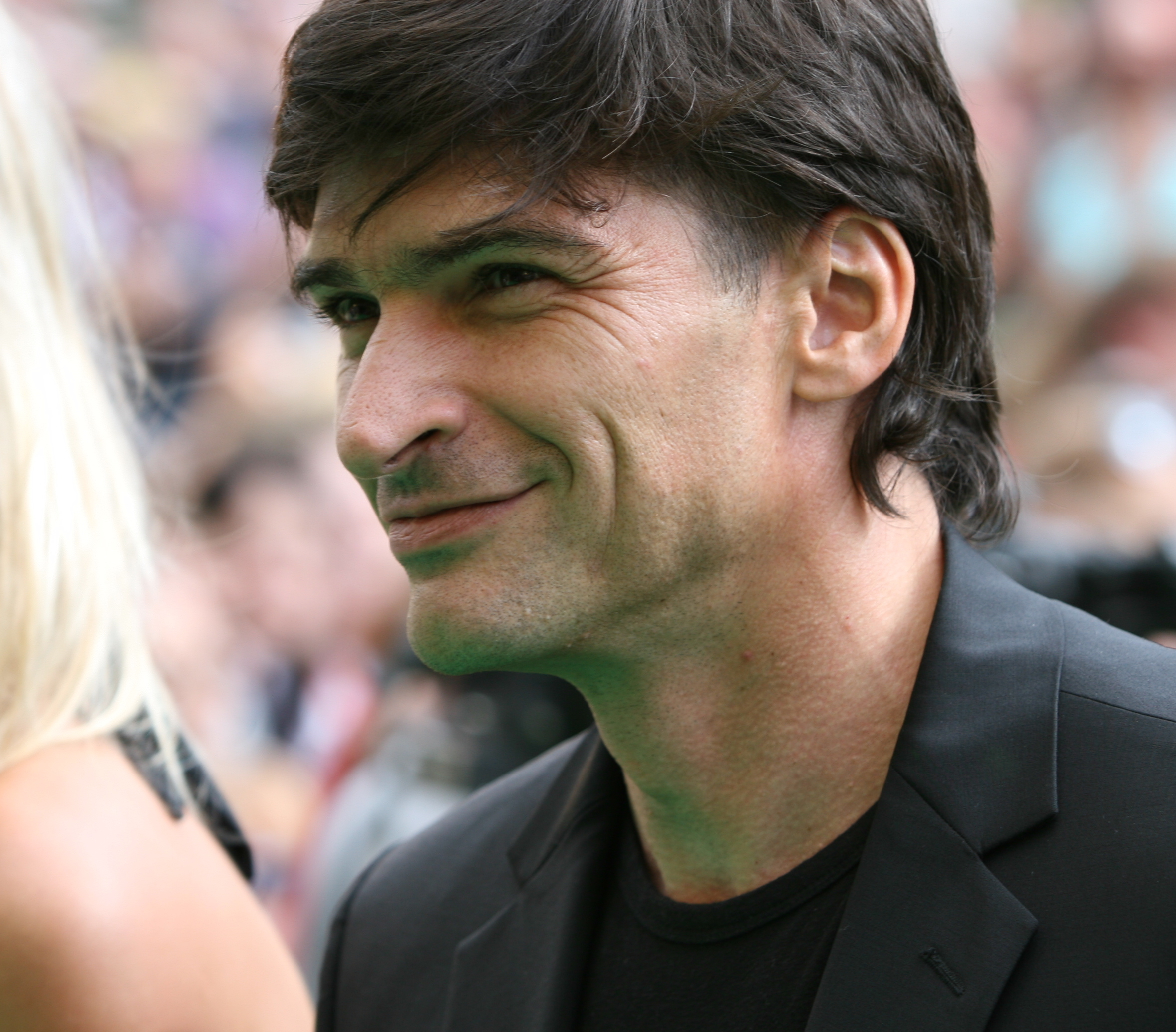
Zdeněk Podhůrský, krátce předtím uvádějící soutěžní pořad Pálí vám to?!, byl na Top TV jedním z moderátorů pořadu Top Show.

Jednotlivé pořady Top TV v roce 2005 moderovali:
- Ondřej Broukal (TOP Games; do r. 2005 též redaktor a moderátor pořadu Game Page České televize[31])
- Jitka Charvátová (TOP song)
- Honza Chlaň (Filmparáda)
- Eva Jurinová (Zdravodej; v té době působila také jako tisková mluvčí motolské nemocnice)
- Arthur Kačer (TOPinka)
- Lucie Koňaříková (Top styl)
- Hana Kousalová (Bydlení)
- Jan Kovařík (Auto s TOP)
- Jindřich Kriegel (Tip top a Postřeh)
- Markéta Mayerová a Slávek Boura (Pelmel)
- Honza Musil (Mazlíčci)
- Kateřina Opočenská (TOP Games)
- Šárka Tomanová (Tip top a Rady do zahrady; dřívější spolumoderátorka Receptáře prima nápadů)

V dalších letech vysílání na Top TV jako moderátoři působili také Hana Čížková v pořadu Top Show, kterou vystřídal Zdeněk Podhůrský, a Přemek Podlaha ve vlastním pořadu Recepty Přemka Podlahy. V pořadu TOP song jako host opakovaně vystoupil hudební publicista Josef Vlček.